# La guerra civile europea, 1917-1945. Nazionalsocialismo e bolscevismo
La guerra civile europea, 1917-1945 - Nazionalsocialismo e bolscevismo (titolo originale Der europäische Bürgerkrieg 1917–1945. Nationalsozialismus und Bolschewismus) è un saggio storico del 1987 di Ernst Nolte.
Nel 1997 l'autore curò una nuova edizione aggiungendo due paragrafi, uno dedicato al periodo storico 1947-1990, definito il periodo della "guerra civile mondiale"; l'altro dedicato ad una rilettura critica della Historikerstreit (la Controversia degli storici) a dieci anni di distanza dalla pubblicazione del controverso articolo Il passato che non vuole passare (Vergangenheit, die nicht vergehen will).

## Contenuto
Il testo dello storico tedesco prende in esame due eventi cruciali della storia del XX secolo, il nazionalsocialismo tedesco ed il bolscevismo russo, per sottolinearne gli elementi di affinità e le dipendenze reciproche. La struttura del saggio presenta quattro parti principali:
- I bolscevichi al potere in Russia (1917-1932)
- Gli stati ideologici nemici in tempo di pace (1933-1941)
- La struttura dei due stati monopartitici
- La guerra tedesco-sovietica (1941-1945)

## Edizioni italiane
- Nazionalsocialismo e bolscevismo. La guerra civile europea 1917-1945, traduzione di F. Coppellotti, V. Bertolino, G. Russo, Collana Saggi, Firenze, Sansoni, 1989, ISBN 978-88-383-0912-0. - Collana Supersaggi, BUR, Milano, 1996, ISBN 88-17-02238-1.
- La guerra civile europea, 1917-1945. Nazionalsocialismo e bolscevismo. Nuova edizione aggiornata, Presentazione di Gian Enrico Rusconi, Firenze, Sansoni, 2004, ISBN 978-88-383-4815-0.